# Stranger Songs
Stranger Songs è il nono album in studio della cantante statunitense Ingrid Michaelson, pubblicato nel 2019.

## Tracce
1. Freak Show – 3:12
2. Young and in Love – 3:28
3. Hey Kid – 3:52
4. Hate You – 3:29
5. Jealous – 3:07
6. Missing You – 2:54
7. Best Friend – 2:46
8. Mother – 3:40
9. Christmas Lights – 3:09
10. Pretty – 2:55
11. Take Me Home – 3:46